# Diesella
Diesella is een Deens historisch merk van motorfietsen.
Diesella was een Deens merk dat in 1954 gemotoriseerde fietsen ging maken. Ze waren voorzien van een 50cc-blokje. Er waren verschillende uitvoeringen, waarbij het blokje soms voor- en soms onder de pedalen was aangebracht. Later kwam het blok onder het zadel te hangen. De aandrijving vond plaats door een rol en de cilinder hing ondersteboven. Latere modellen hadden meer conventionele motorblokjes.